# 東城駅
東城駅（とうじょうえき）は、広島県庄原市東城町川東にある、西日本旅客鉄道（JR西日本）芸備線の駅である。

## 概要
野馳駅との間に岡山県と広島県との県境が走り、旅客流動も当駅を境に分かれている。新見駅発の芸備線のうち、半分は当駅で折り返す。当駅から備後落合方面へ向かう列車は1日に3往復のみであり（いずれも新見駅からの直通）、全国でも有数の閑散路線となっている。
鉄道よりも駅前にあるバス停から発着するバスの発着の方が賑やかで、広島方面へ向かう高速バス（後述）は1日6往復（うち広島行き4往復、庄原行き2往復）運行されているほか、福山行き路線バスや、庄原市東城地区内を走る路線バスも運行されている。

## 歴史
たたら製鉄や木材の集積地として栄え、広島県北有数の商都であった東城町への鉄道敷設構想は1890年代に勃興している。広島～松江の陰陽連絡鉄道(両山鉄道)を東城経由にする提案や、成羽町を経由して高梁に至る鉄道など様々な案が浮上したが、最終的に開通したのは現在の芸備線のみである。
当初、東城駅開業は1930年(昭和5年)の夏を予定していた。ところが当時の市街地と駅を結ぶ道路(駅前道路)のルートをめぐって町議会が紛糾。議場での乱闘や町民の決起集会も起こり、「駅道事件」と呼ばれる町を二分する騒動に発展した。この影響で駅の建設工事も止まってしまい、予定より遅れて11月末の開業となった。
- 1930年（昭和5年）11月25日：国有鉄道三神線（当時）が矢神駅から延伸し、その終着駅として開業[1]。
- 1935年（昭和10年）6月15日：三神線が小奴可駅まで延伸し、途中駅となる。
- 1937年（昭和12年）7月1日：三神線が芸備線の一部となり、当駅もその所属となる。
- 1983年（昭和58年）12月25日：貨物取扱廃止[1]。
- 1987年（昭和62年）4月1日：国鉄分割民営化により、西日本旅客鉄道の駅となる[1]。
- 2001年（平成13年）3月3日：駅員配置を廃止、簡易委託駅になる。
- 2006年（平成18年）3月18日 - それまで当駅始発の新見行きの始発列車は6時過ぎであったが、このダイヤ改正で5時半に繰り上げになった。それに伴い、当駅での行き違いがなくなる。
- 時期不明：旧上りホーム（1番線）の使用を廃止。これにより、新見 - 備後落合の区間では、矢神駅より西側での行き違いはできなくなった。

## 駅構造
地上駅。元々は相対式ホーム2面2線を有する駅であり、駅舎側のホームが2番線、向かい側のホームが1番線と、一般的な付け方とは逆に番線番号が付けられていたが、旧1番線への跨線橋は老朽化に伴い使用できなくなっており、立ち入ることができない。そのため現在は単式ホーム1面1線のみで運用され、備後落合方面・新見方面とも2番線に停車する。ただし、使われなくなった1番線は現在も場内・出発信号機が残っているため上り本線として扱われており、上り列車は下り本線（2番線）に逆線停車する扱いとなっている。なお、夜間時間帯には1本列車が留置される。当駅は岡山支社所属のキハ120形が夜間留置される駅で、唯一岡山県外にある駅である（備後落合駅、鳥取県内の智頭駅、兵庫県内の上月駅・佐用駅は折り返しのみである）。
新見駅管理の簡易委託駅であり、窓口で乗車券を販売している。
急行列車が運転されていた時期は、急行列車も停車しており、ホームには1972年（昭和47年）から1980年（昭和55年）まで運行された急行「やまのゆ」の号車案内がいまだに残っている。

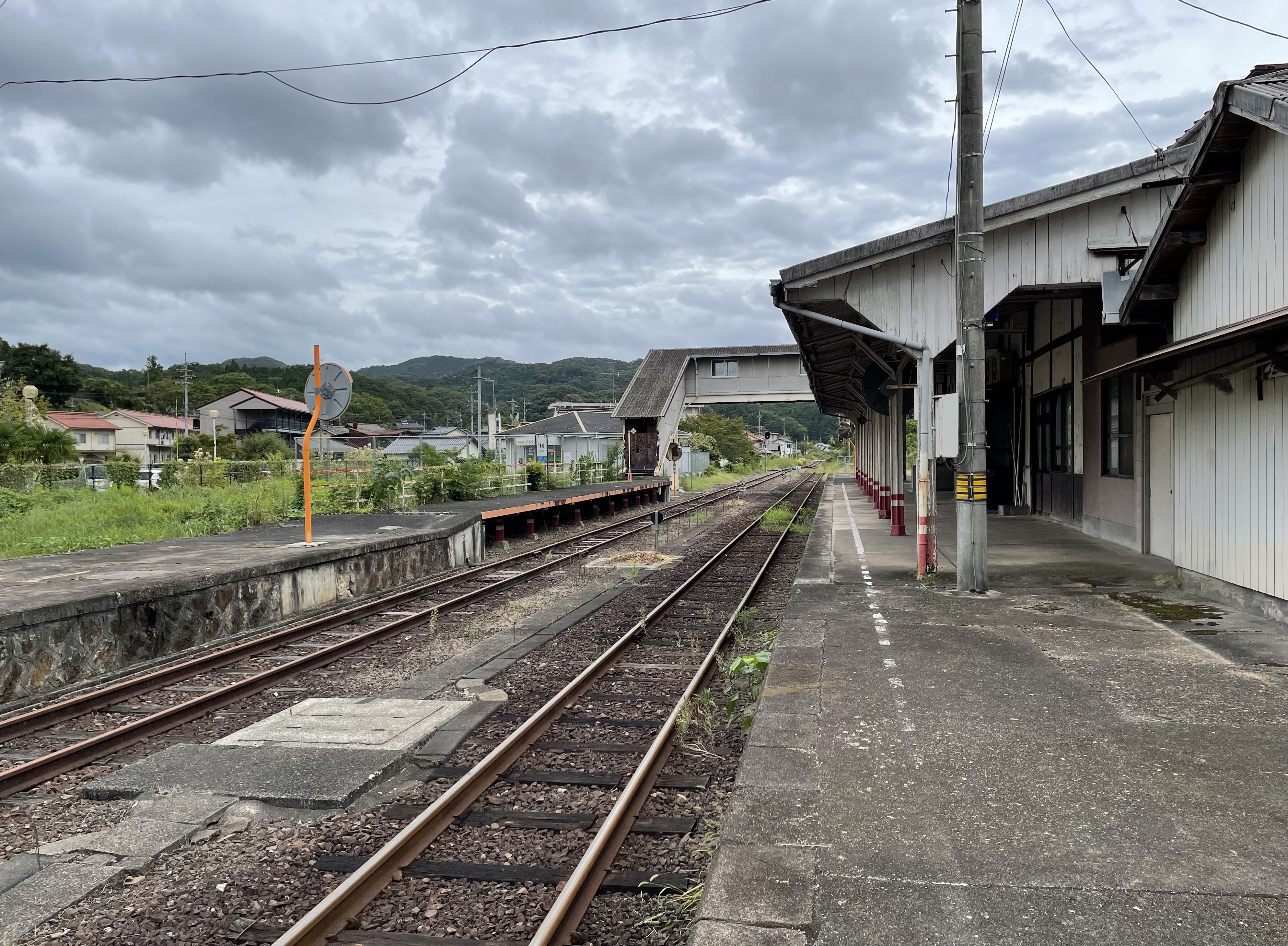
ホーム（2024年9月）

## 利用状況
「広島県統計年鑑」によると、1日平均乗車人員は以下の通りである。
| 年度                | 1日平均 乗車人員 |
| ------------------- | ---------------- |
| 1981年（昭和56年）  | 250              |
|                     |                  |
| 1987年（昭和62年）  | 257              |
| 1988年（昭和63年）  | 382              |
| 1989年（平成 元年） | 242              |
| 1990年（平成02年）  | 224              |
| 1991年（平成03年）  | 149              |
| 1992年（平成04年）  | 153              |
| 1993年（平成05年）  | 141              |
| 1994年（平成06年）  | 144              |
| 1995年（平成07年）  | 121              |
| 1996年（平成08年）  | 108              |
| 1997年（平成09年）  | 96               |
| 1998年（平成10年）  | 93               |
| 1999年（平成11年）  | 76               |
| 2000年（平成12年）  | 68               |
| 2001年（平成13年）  | 43               |
| 2002年（平成14年）  | 30               |
| 2003年（平成15年）  | 32               |
| 2004年（平成16年）  | 33               |
| 2005年（平成17年）  | 28               |
| 2006年（平成18年）  | 17               |
| 2007年（平成19年）  | 16               |
| 2008年（平成20年）  | 14               |
| 2009年（平成21年）  | 12               |
| 2010年（平成22年）  | 11               |
| 2011年（平成23年）  | 11               |
| 2012年（平成24年）  | 12               |
| 2013年（平成25年）  | 12               |
| 2014年（平成26年）  | 9                |
| 2015年（平成27年）  | 10               |
| 2016年（平成28年）  | 10               |
| 2017年（平成29年）  | 12               |
| 2018年（平成30年）  | 11               |
| 2019年（令和 元年） | 11               |
| 2020年（令和02年）  | 9                |
| 2021年（令和03年）  | 8                |

## 駅周辺
- 庄原市役所 東城支所
- 庄原警察署 東城交番
- 広島県立東城高等学校
- 庄原市立東城小学校
- 中国自動車道東城IC
- 国道182号
- 国道314号
- 広島県道238号東城停車場線
- フレスタ東城店

## バス路線
バスのりばは駅前にあり、それを示すポールが立っている。なお、乗車券・PASPYは駅で販売している。
| 運行事業者       | 路線・行先 | 備考                                                                              |
| 高速バス         | 高速バス | 高速バス                                                                          |
| ---------------- | --- | --------------------------------------------------------------------------------- |
| 備北交通         | 広島 - 三次 - 庄原 - 東城線：庄原駅・広島BC・広島駅新幹線口（北口） | 一部を除き庄原駅で乗り換え                                                        |
| 路線バス         | |                                                                                   |
| 中国バス         | 1-3：福山駅前 | 平日3往復・土曜1往復のみ 休日運休                                                 |
| コミュニティバス | |                                                                                   |
| 備北交通         | 東城市街地循環バス 東城廃止代替バス小奴可（粟田）線：小奴可 東城廃止代替バス小奴可（日野原）線：日野原 東城廃止代替バス保田線：保田車庫 東城廃止代替バス始終線：始終車庫 | 東城市街地循環バスは水曜・日曜（休日を除く）運休 東城廃止代替バスは土曜・休日運休 |

なお、備北交通・中国バスともPASPYを使用できる。

## 隣の駅
西日本旅客鉄道（JR西日本）
 芸備線
■快速（早朝下り1本のみ運転、当駅から備後八幡方の各駅に停車）
矢神駅 → 東城駅 → 備後八幡駅
■普通
野馳駅 - 東城駅 - 備後八幡駅